# Pardonnez-moi
Pardonnez-moi è un film del 2006 scritto e diretto da Maïwenn, al suo esordio alla regia di un lungometraggio.

## Trama
In procinto di diventare madre, l'attrice Violette affronta videocamera alla mano la sua famiglia disfunzionale. Con rivelazioni , confronti, scontri, lacrime e risate.

## Riconoscimenti
- 2007 - Premio César
  - Candidatura per la migliore opera prima
  - Candidatura per la migliore promessa femminile a Maïwenn